# Tatiana Minello
Tatiana Minello (Santa Maria, 1 maart 1970) is een voormalig Braziliaans volleyballer en beachvolleyballer. In de laatste discipline won ze met Sandra Pires een zilveren medaille bij de wereldkampioenschappen in 2001.

## Carrière

### 1997 tot en met 2004
Minello debuteerde in 1997 met Maria Isabel Barroso Salgado in Rio de Janeiro in de FIVB World Tour, nadat ze van 1990 tot en met 1996 als zaalvolleyballer in de Italiaanse competitie had gespeeld. Vervolgens nam ze tot en met 2000 aan vijf wedstrijden in de World Tour deel en eindigde ze met Magda Lima in Vitória voor het eerst in de top tien. In 2001 vormde Minello een team met Sandra Pires. Bij de tien reguliere FIVB-toernooien waar ze aan deelnamen behaalden ze enkel toptienklasseringen. In Gran Canaria (derde) en Maoming (tweede) eindigde het tweetal bovendien op het podium. Daarnaast behaalden ze bij de WK in Klagenfurt het zilver achter hun landgenoten Shelda Bede en Adriana Behar. Bij de Goodwill Games in Brisbane versloegen ze Shelda en Behar in de finale en wonnen Minello en Pires de gouden medaille.
Het daaropvolgende seizoen speelde ze samen met Ana Paula Connelly. Het tweetal deed mee aan elf FIVB-toernooien en behaalde enkel toptienplaatsen. Ze werden tweemaal tweede (Madrid en Osaka) en tweemaal derde (Mallorca en Vitória). Daarnaast bereikten ze vijf keer de kwartfinales (Gstaad, Stavanger, Montreal, Marseille en Klagenfurt). Het jaar daarop vormde Minello een team met Alexandra Fonseca da Silva. In aanloop naar de WK in eigen land speelde het duo negen wedstrijden in de World Tour met als beste resultaat een vierde plaats in Osaka. In Rio werden ze in de zestiende finale uitgeschakeld door hun landgenoten Shaylyn Bede en Renata Ribeiro. In 2004 nam ze met Talita Antunes da Rocha deel aan het FIVB-toernooi in Fortaleza.

### 2005 tot en met 2010
Van 2005 tot en met 2010 was Minello actief in de Amerikaanse AVP Tour. De eerste twee seizoenen vormde ze een team met haar landgenote Mimi Amaral. In 2005 namen ze deel aan zeven toernooien en behaalden ze drie podiumplaatsen. Ze werden tweede in San Diego en Chicago en derde in Mason. Het jaar daarop speelde het tweetal veertien wedstrijden met als beste resultaat een derde plaats in Manhattan Beach. Vervolgens speelde Minello twee jaar samen met de Amerikaanse Carrie Dodd. In 2007 deden ze mee aan zestien toernooien met een derde plaats in Glendale als beste resultaat. Het daaropvolgende seizoen was het duo actief op zeventien toernooien. Ze eindigden viermaal op het podium met een tweede plaats (Belmar) en drie derde plaatsen (Louisville, Hermosa Beach en Boulder).
In 2009 vormde Minello een team met de Braziliaans-Amerikaanse Priscilla Piantadosi-Lima. Het duo speelde twaalf wedstrijden in de AVP Tour en haalde vijfmaal het podium. Ze eindigden als tweede in Muskegon en werden viermaal derde (Brooklyn, Manhattan Beach, Chicago en Mason). Het jaar daarop nam Minello met Piantadosi-Lima deel aan twee toernooien met een derde plaats in Fort Lauderdale. Vervolgens wisselde Minello van partner naar Ana Paula. Het duo deed in de AVP Tour mee aan vier toernooien met twee vijfde plaatsen als beste resultaat. Eind 2010 speelden ze in Sanya en Phuket nog twee wedstrijden in de World Tour, waarna Minello haar sportieve carrière beëindigde.

## Palmares
Kampioenschappen
- 2001:  WK
- 2001:  Goodwill Games

FIVB World Tour
- 2001:  Gran Canaria Open
- 2001:  Maoming Open
- 2002:  Madrid Open
- 2002:  Osaka Open
- 2002:  Mallorca Open
- 2002:  Vitória Open